# Восточное кладбище (Екатеринбург)

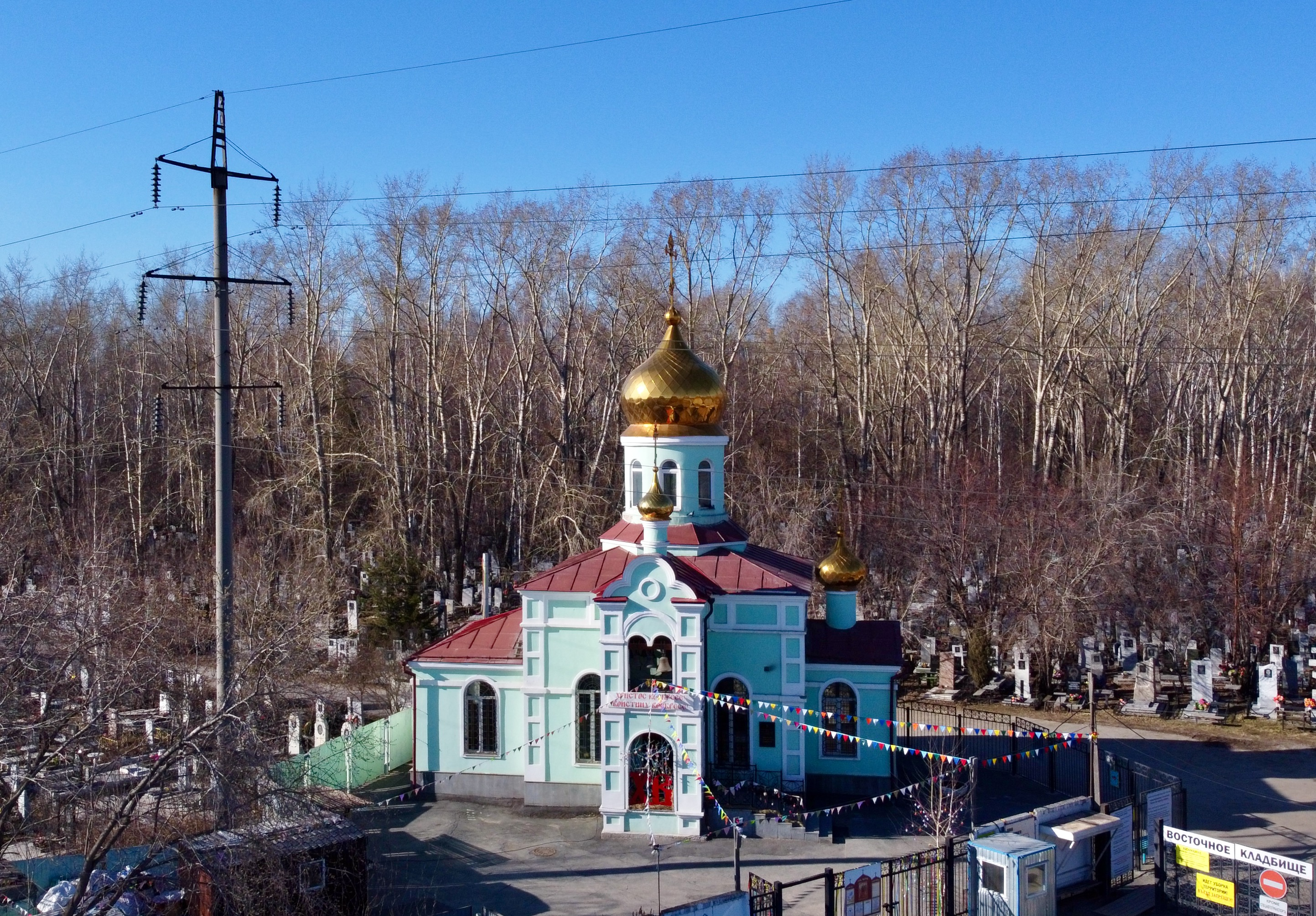
Храм во имя Святой Блаженной Ксении Петербургской

Восто́чное кла́дбище — кладбище в Орджоникидзевском районе Екатеринбурга. Площадь — 37,3 га.

## Описание
Главный вход в Восточное кладбище находится со стороны улицы Шефской. Количество захоронений — около 60000. Ныне кладбище закрыто для захоронений, возможны только родственные подзахоронения. Территория поделена на пронумерованные участки. Имеется открытый колумбарий. Кладбище открыто в 1958 году. В 2006 году недалеко от главного входа в Восточное кладбище был построен одноглавый православный храм во имя Святой Блаженной Ксении Петербургской. Здесь были захоронены жертвы вспышки сибирской язвы, которая произошла в 1979 году в Свердловске.

## Известные люди, похороненные на кладбище

### Герои Советского Союза
- Афанасьев, Семён Ефимович

### Герои Российской Федерации
- Слинкин, Дмитрий Борисович

### Герои Социалистического Труда
- Брезгунов, Владимир Петрович
- Лавров, Владимир Павлович
- Мехонцев, Леонид Яковлевич
- Родионов, Павел Николаевич
- Созыкин, Виктор Михайлович

### Деятели науки, культуры и политики
- Арзамасцев, Дмитрий Александрович
- Белков, Борис Владимирович
- Волянская, Вера Елисеевна
- Глаголев, Владимир Александрович
- Дробиз, Герман Фёдорович
- Дунаев, Фёдор Николаевич
- Еремеев, Аркадий Фёдорович
- Ерёмин, Иван Иванович
- Замятин, Евгений Валерьянович
- Малышев, Константин Александрович
- Назин, Владимир Иванович
- Нейман, Аркадий Яковлевич
- Перевалов, Геннадий Михайлович
- Пермяков, Николай Александрович
- Полежаев, Юрий Михайлович
- Ромашов, Андрей Павлович
- Рымаренко, Леонид Иванович
- Рябинин, Борис Степанович
- Семёнов, Иван Петрович
- Сигов, Анатолий Павлович
- Синявская, Ольга Александровна
- Стёпин, Василий Васильевич
- Усольцев, Анатолий Фёдорович
- Харлампович, Георгий Дмитриевич
- Хохлов, Станислав Антонович
- Чуваргин, Павел Сергеевич
- Штейнберг, Сергей Самойлович
- Щёголев, Николай Александрович
- Язов, Павел Александрович

### Спортсмены
- Антонов, Пётр Иванович
- Атаманычев, Валентин Иванович
- Баев, Александр Вениаминович
- Волков, Александр Митрофанович
- Ордин, Владимир Николаевич
- Писарев, Юрий Павлович
- Смирнов, Юрий Сергеевич
- Уженцев, Валерий Иванович
- Шарунов, Алексей Сергеевич